# Huszár Lajos (numizmatikus)
Huszár Lajos (Nyárádszereda, 1906. január 29. – 1987. december 23.) nemzetközi hírű magyar numizmatikus.

## Élete
Gimnáziumi tanulmányait a marosvásárhelyi Református Kollégiumban végezte és ott is érettségizett. 1924-ben a beiratkozott budapesti Pázmány Péter Tudományegyetem történelem-földrajz szakára. 1928-ban szerzett oklevelet művészettörténet – klasszikus régészet – művelődéstörténet szaktárgyakból.
1929-ben került a Magyar Nemzeti Múzeum Éremtárába, ahol önkéntes gyakornokból 1944-re osztályvezető lett. Kutatási területe a magyar éremművészet és pénztörténet volt. Doktori disszertációját a körmöcbányai éremvésőkről írta. A háború előtt fél évet Rómában és két hónapot a Balkánon töltött Hariseion ösztöndíjjal.
1944-ben mint osztályvezetőre rá is bízták a múzeum kincsrejtekének pontos helyét. A háború végét és az ostromot a múzeumban élte át. 1945 tavaszától a múzeum megbízott főigazgatója, majd 1946 augusztusától kinevezett főigazgató egészen 1949 januárjáig. Ekkor az Esterházy kincsek kiállításról történt ellopása miatt fegyelmi úton felmentették és visszakerült az Éremtárba kutatónak. 1955-ben újra osztályvezető, majd 1956 végén a múzeum ideiglenes Nemzeti Tanácsának tagja, majd választott elnöke.
1968-ban nyugdíjazták, bár erre nem életkora adott indokot. Ezek után a Semmelweis Orvostörténeti Múzeumban mint tudományos tanácsadó dolgozott. Életművének bibliográfiáját, mely több mint 500 kiadványcímre (könyv, tanulmány, cikk) rúg, a Num. Köz. 86-87. száma közli. Az éremgyűjteményben végzett szorgalmas munkája is említésre méltó: pontosan leltározott, valamint neki köszönhető a Niklovits gyűjtemény megszerzése (több mint 43 ezer db).
Tudományos elismeréseként 1957-ben az MTA kandidátusi címet, 1983-ban nagy doktori címet, 1984-ben pedig címzetes egyetemi tanári rangot adományozott neki.
A Magyar Numizmatikai Társulatnak 1939-től volt tagja, 1945-től ügyvezető alelnöke, majd 1950-től az összevont NT és Régészeti Társulat Éremtani Szakosztályának titkára egészen 1968-ig. 1933 és 1975 között a Numizmatikai Közlöny szerkesztője, melyet neki köszönhetően nem szüntettek meg.

## Kitüntetései
- 1940 Budapest Székesfőváros Ferenc József nagydíja
- 1941 Signum Laudis
- 1959 miniszteri elismerés
- 1961 Rómer Flóris érem (Magyar Régészeti, Művészettörténeti és Éremtani Társulat)
- 1976 Réthy László érem(Magyar Numizmatikai Társulat)
- 1980 Veszprémi István érem (Orvostörténeti Társulat)
- 1980 Széchényi Ferenc érem (Magyar Éremgyűjtők Egyesülete)
- 1981 Munka Érdemrend arany fokozata (Magyar Népköztársaság Elnöki Tanácsa)

## Tagságai
- 1930-as évektől osztrák és csehszlovák numizmatikai társulat levelező tagja
- 1941-től Magyar Numizmatikai Társulat tagja
- 1970-től Osztrák Numizmatikai Társulat tiszteletbeli tagja
- 1971-től Horvát Numizmatikai Társulat tiszteletbeli tagja
- 1979-ben International Numismatic Commision tiszteletbeli tagja

## Válogatás műveiből
- 1932 Die Medaillen- und Plakettenkunst in Ungarn
- 1945 Bethlen Gábor pénzei
- 1958 A budai pénzverés története
- 1961 A Báthoriak pénzei
- 1963 Münzkunst in Ungarn
- 1975 Habsburg-házi királyok pénzei 1526-1657
- 1977 Bibliographia Numismaticae (F. Fejér tsz.)
- 1977 Hungarian Coins and Medals Related to Medicine
- 1979 Münzkatalog Ungarn
- Régi Magyar emlékérmek katalógusa 1500-1849 (5 füzet)
- 1995 Az erdélyi fejedelemség pénzverése. Akadémiai Kiadó, Budapest.

## Külső hivatkozások
- art portálon Archiválva 2008. május 26-i dátummal a Wayback Machine-ben